# مهرجان الغضا

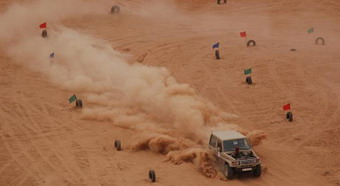
سباق ضمن فعاليات المهرجان

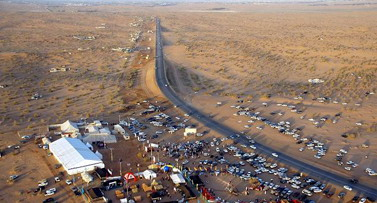
مشهد جوي للمهرجان

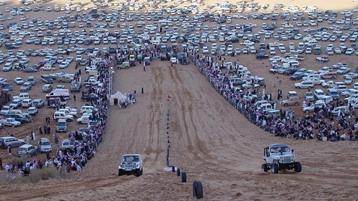
سباق على الرمال

مهرجان الغضا مهرجان تراثي سنوي يقام في مدينة الغضا جنوب بعنيزة. بتنظيم من الجمعية التعاونية للسياحية.

## روابط خارجية
- الموقع الرسمي